# 奈德哈茨豪森
奈德哈茨豪森（德語：Neidhartshausen，發音：[naɪthaʁtsˈhaʊzn̩]）是德国图林根州瓦特堡县曾经的一个市镇，面积7.61平方千米，2017年12月31日人口为347人。2019年1月1日，奈德哈茨豪森与另外5个市镇并入市镇代姆巴赫。